# Kościół św. Józefa w Dąbrowie Górniczej
Kościół św. Józefa w Dąbrowie Górniczej – rzymskokatolicki kościół parafialny znajdujący się przy ul. Marii Konopnickiej 62 w Dąbrowie Górniczej.

## Historia
Wybudowany w latach 1938-1948 według projektu Józefa Jaworskiego w stylu modernistycznym. W czasie II wojny światowej prace budowlane przerwano, jednakże pomimo tego, że świątynia nie była jeszcze ukończona w 1940 roku  zostały poświęcone jej mury  przez Teodora Kubina. Prace budowlane wznowiono w 1945, ukończono trzy lata później.
W 1952 roku parafię erygował Zdzisław Goliński.

## Architektura i wystrój
Kościół wzniesiony jest w konstrukcji żelbetowej z wypełnieniem ceglanym. Jednonawowy, prostokątny, z węższym prezbiterium zamkniętym trójbocznie. Wejście główne akcentują przeszklenia i wysoka, ażurowa wieża.
W oknach umieszczone są witraże zaprojektowane przez Zofię Baudouin de Courtenay.